# КОМ-300

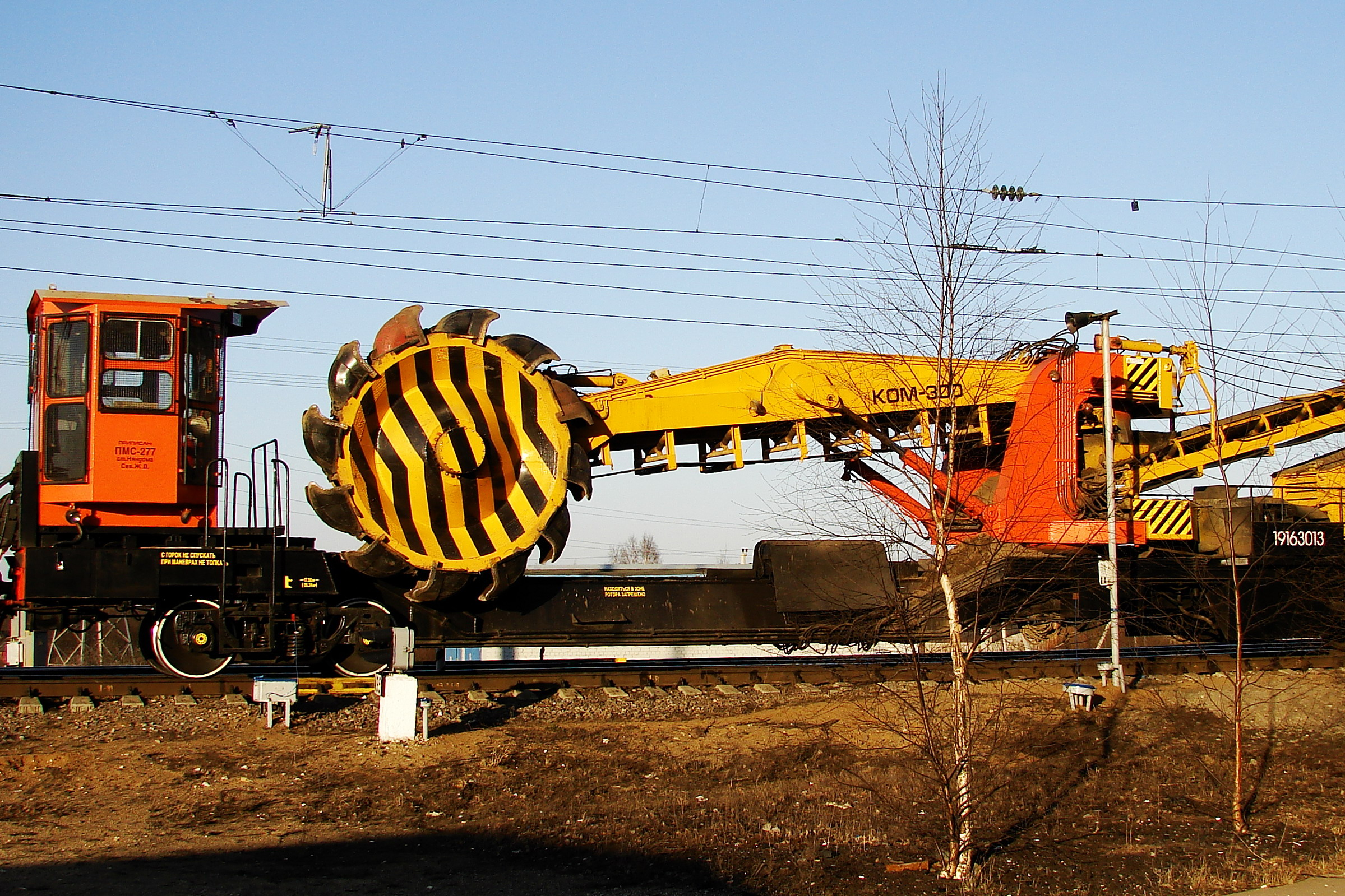

Кюветоочищувальна машина КОМ-300 є самохідна колійна машина, яка призначена для виконання технологічних робіт при будівництві нових та ремонту існуючих водовідвідних споруд земляного полотна.
Машина КОМ-300 складається з двох секцій: роторної та тягово-енергетичної.
Роторна секція обладнана ротором для очищення, поглиблення, розширення та нарізання нових кюветів, поздовжніх та поперечних траншей для лотків та системною конвеєрів, які дозволяють добутий ротором ґрунт перемістити за укіс виїмки в банкет, навантажити в спеціальний рухомий склад для СЗ-240-6, або в проміжні вагони СМ-2, також можливе навантаження на платформи або думпкари, які рухаються по сусідній колії.
Роторна секція може експлуатуватись в районах з помірним кліматом від −10° до +40°, і висотою над рівнем моря не більше 1500 м, з не мерзлим ґрунтом на електрифікованих і не електрифікованих ділянках колії з різним типом верхньої колії. Машина може працювати з ґрунтами 1-4 категорії з фракціями до 200 мм.
Тягово-енергетична секція ТЕС використовується для транспортування роторної секції, причепного рухомого складу в транспортному та робочому режимі, постачання електроенергії для пристроїв роторної секції.
Секція ТЕС обладнання поворотним маніпулятором з набором устаткування (ківш, грейфер), та плугами для планування укосів, кюветів, узбіччя, рихлення ґрунту, та очищення траси роботи ротора від трави та іншої рослинності.
Виробник: Державне унітарне підприємство Калузький завод «Ремпутьмаш», Росія.

## Технічна характеристика
| Характеристика                                 | Числа           |
| ---------------------------------------------- | --------------- |
| Габаритні розміри довжина по осі автозчеплення | 41,44 м         |
| Габаритні розміри висоти                       | 5,05 м          |
| Габаритні розміри ширини                       | 3,087 м         |
| Діаметр коліс                                  | 920 мм          |
| Кількість обслуговчого персоналу               | 5 машиністи     |
| Продуктивність машини                          | 50 — 250 м3/год |
| Річна продуктивність машини                    | 85 000 м3/рік   |
| Маса машини                                    | 170 т           |